# Catadman
Catadmannes un barrio urbano  del municipio filipino de cuarta categoría de Cuyo perteneciente a la provincia  de Paragua en Mimaro,  Región IV-B.

## Geografía
Situado en la costa de la isla de Gran Cuyo,  situada  en el mar de Joló en las  Islas de Cuyos, archipiélago formado por  cerca de 45 islas situadas al noreste de la isla  de Paragua (Puerto Princesa), al sur de Mindoro (San José) y al oeste de la de  Panay (Iloílo).
Su término linda al norte y al oeste con el mar; al sur con los barrios de Tenga-Tenga, de Cabigsing y de Bangcal; al este con los de Tocadán y de Maringián.

### Demografía
El barrio  de Catadman contaba  en mayo de 2010 con una población de 1.055  habitantes, siendo el más poblado del municipio.